# Christian Wolff (componist)

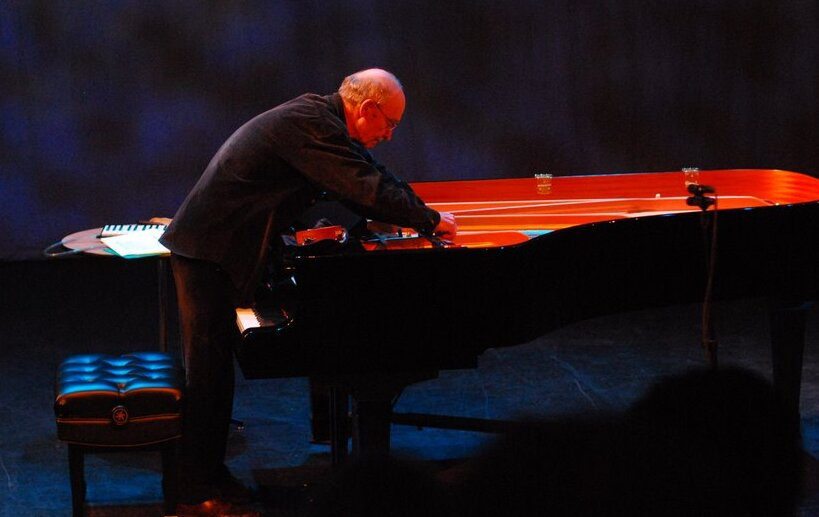
Christian Wolff en een geprepareerde piano, 2007.

Christian Wolff (Nice, 8 maart 1934) is een Amerikaans experimenteel componist.
Op zijn 16e werd hij leerling van John Cage en hij werkte samen met onder andere Keith Rowe.
Later studeerde Wolff klassieke literatuur aan Harvard University (bachelor en doctoraat) en werd hij een expert op het gebied van Euripides. Wolff doceerde klassieke literatuur aan Harvard tot 1970; daarna doceerde hij klassieke en vergelijkende literatuur en muziek aan Dartmouth College. Na negen jaar werd hij daar Strauss Professor of Music. In 1999 ging hij met pensioen. In 2004 ontving hij een eredoctoraat van het California Institute of the Arts. Hij ontving ook de Foundation for Contemporary Arts John Cage Award in 1996.
Sonic Youth speelde twee van zijn composities op hun cd Goodbye, 20th Century, een hommage aan moderne klassieke componisten uit de 20e eeuw, John Cage, Yoko Ono, Steve Reich en Christian Wolff.

## Muzikaal werk
Wolffs vroege composities bevatten veel stilte en waren aanvankelijk gebaseerd op ingewikkelde ritmische schema's en later op een systeem van auditieve signalen. Hij vond unieke notatiemethoden uit in zijn vroege partituren en vond creatieve manieren om met improvisatie om te gaan in zijn muziek. Tijdens de jaren 1960 had hij contacten met de componisten Frederic Rzewski en Cornelius Cardew die elkaar stimuleerden in hun respectieve verkenningen van experimentele compositietechnieken en muzikale improvisatie. Ze stimuleerden elkaar ook, vanaf het begin van de jaren 1970, in hun pogingen om zich met politieke zaken bezig te houden in hun muziek. Voor Wolff betekende dit vaak het gebruik van muziek en teksten die geassocieerd werden met protestbewegingen en politieke bewegingen zoals de Wobblies. Zijn latere stukken, zoals de reeks Exercises (1973-), bieden enige vrijheid aan de uitvoerders. Sommige werken, zoals Changing the System (1973), Braverman Music (1978, naar Harry Braverman) en de serie Peace March (1983-2005) hebben een expliciete politieke dimensie, in die zin dat ze reageren op hedendaagse wereldgebeurtenissen en politieke idealen uitdrukken.
Wolff werkte vele jaren samen met Merce Cunningham en ontwikkelde een stijl die nu meer gebruikelijk is, maar revolutionair was toen ze in de jaren 1950 begonnen samen te werken. Het was een stijl waarin muziek en dans tegelijkertijd voorkomen, maar enigszins onafhankelijk van elkaar. Wolff verklaarde dat, van alle invloeden, de grootste invloed op zijn muziek door de jaren heen de choreografie van Cunningham was. Wolff zei over zijn werk dat het wordt gemotiveerd door zijn verlangen "om het maken van muziek te veranderen in een samenwerkende en transformerende activiteit. Om, door de productie van de muziek, een gevoel op te wekken van de sociale omstandigheden waarin we leven en van hoe deze zouden kunnen worden veranderd."

## Belangrijke composities
- Duo for Pianists I (1957)
- Duo for Violinist and Pianist (1961)
- Duet II for Horn and Piano (1961)
- Summer for String Quartet (1961)
- For 1, 2, or 3 People (1964)
- Edges (1968)
- Prose Collection (1968-71)
- Burdocks (1970-71)
- Exercises (1973- )
- Wobbly Music (1975-76)
- I Like to Think of Harriet Tubman (1985)
- Piano Trio (Greenham-Seneca-Camiso) (1985)
- Mayday (1989, met Lucinda Childs en Sol LeWitt)
- Percussionist Songs (1994-95)
- Ordinary Matter (2001-04)
- John Heartfield (Peace March 10) (2002)
- Microexercises (2006)

## Meer informatie
- (1998) Cues: Writings & Conversations/Hinweise: Schriften und Gespräche, Köln: Musiktexte (eds.) G. Gronemeyer & R.Oehlschagel.

## Discografie
Exercise no.3 (1973-’75) cd Spielzeug (2009, KLR 019) Fie Schouten basklarinet, Koen Kaptijn trombone, Marko Kassl accordeon

## Luisteren
- Twee composities
- Improvisaties met Kui Dong en Larry Polansky

- Bibsys: 3002003
- Bibliothèque nationale de France: cb13952566z (data)
- CiNii: DA11932531
- Gemeinsame Normdatei: 104366516
- International Standard Name Identifier: 0000 0001 1450 0039
- Library of Congress Control Number: n83047114
- Nationale Bibliotheek van Letland: 000268314
- MusicBrainz: a952c1da-d7b4-44f9-97c8-27c5f5e5af59
- Bibliotheek van het Japanse parlement: 00477441
- Nationale Bibliotheek van Tsjechië: xx0032583
- Nationale bibliotheek van Australië: 49786669
- Nationale Bibliotheek van Israël: 987007274690305171
- Nederlandse Thesaurus van Auteursnamen: 074902431
- Réseau des bibliothèques de Suisse occidentale: 02-A012326182
- LIBRIS: 211248
- Système universitaire de documentation: 085648779
- Union List of Artist Names: 500476220
- Virtual International Authority File: 103174531